# Foggyökér

1.Fog 2.Fogzománc 3.Dentin 4.Fogbél 7.Fogcement 12.Foggyökér 17.Fogágy 18. Fogíny 22.Gyökérhártya

A fogászatban gyökérnek (radix dentis) nevezzük a fog fogmederben ülő részét. A gyökér a gyökérhártyarostokkal rögzül az alveolus csonthoz. A gyökér nagy részét dentin alkotja, melyet kívülről cement fed. Belül egy üreg, a fogbél található.
Embernél a metszők és a szemfogak egygyökerűek. A kisőrlőknek lehet egy, kettő esetenként három gyökerük. Míg az alsó őrlőknek kettő, a felső őrlőknek három gyökerük van. A tejfogaknál is hasonló az eloszlás.
A gyökerek kúp alakúak: a korona felől fokozatosan vékonyodnak és a gyökércsúcsban (apex) végződnek. A gyökércsúcsnál nyílik a gyökércsatorna. Ezen a nyíláson át kerülnek a fogba az erek és idegek. Azoknál az állatoknál, melyeknél a fog az egész élet során nő, a gyökércsúcsnál fogzacskó helyezkedik el. Ez folyamatosan termeli a fogszöveteket.
Gyökérkezelés során fontos tudni, hogy az illető fogban hány gyökércsatorna található és milyen lefutásúak. Ha nem kezeljük az összes csatornát, a gyulladás nem szűnik meg. Ugyancsak fontos a gyökércsúcs helyzetének az ismerete, a túltömés vagy a túl rövid tömés készítésének az elkerülésére.
A felső fogíven a frontfogak, a két- illetve háromgyökerű kisőrlők és a nagyőrlők diszto-bukkális illetve palatinális gyökereiben egy gyökércsatornát találunk. Az összes többi foggyökérben találhatunk második gyökércsatornát.